# Championnat de Jordanie féminin de football
Le championnat de Jordanie de football féminin est une compétition de football féminin créée en 2005.

## Palmarès
| Saison    | Champion        |
| --------- | --------------- |
| 2005-2006 | Shabab Al-Ordon |
| 2006-2007 | Shabab Al-Ordon |
| 2007-2008 | Shabab Al-Ordon |
| 2008-2009 | Shabab Al-Ordon |
| 2009-2010 | Shabab Al-Ordon |
| 2010-2011 | Amman Club      |
| 2011-2012 | Shabab Al-Ordon |
| 2012-2013 | non disputé     |
| 2013-2014 | Shabab Al-Ordon |
| 2014-2015 | Amman Club      |
| 2015-2016 | Shabab Al-Ordon |
| 2016-2017 | Amman Club      |
| 2017-2018 | abandonné       |
| 2018-2019 | Shabab Al-Ordon |
| 2019-2020 | Amman Club      |
| 2020-2021 | Amman Club      |
| 2022      | Al-Ahli         |
| 2023      | Etihad          |
| 2024      | Etihad          |

## Bilan par clubs
- 9 titres : Shabab Al-Ordon
- 5 titres : Amman Club
- 2 titres : Etihad
- 1 titre : Al-Ahli